# (38469) 1999 TN34
1999 TN34 (asteroide 38469) é um asteroide da cintura principal. Possui uma excentricidade de 0.17615540 e uma inclinação de 28.70431º.
Este asteroide foi descoberto no dia 2 de outubro de 1999 por LINEAR em Socorro.